# Achipteria bentonensis
Achipteria bentonensis är en kvalsterart som beskrevs av Marshall, Reeves och Norton 1987. Achipteria bentonensis ingår i släktet Achipteria och familjen Achipteriidae. Inga underarter finns listade i Catalogue of Life.